# Gnom

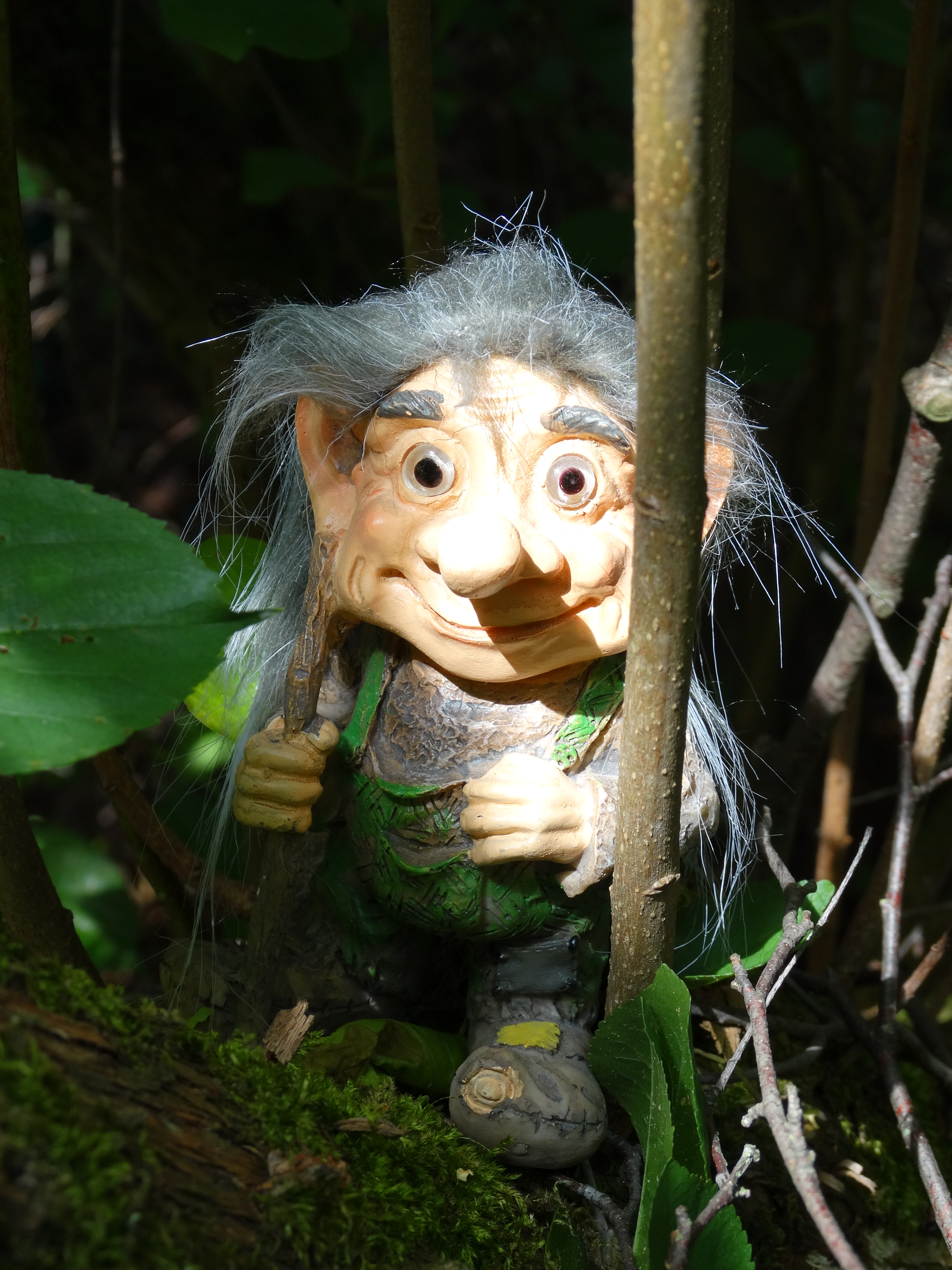
Gnom

Der Gnom (Plural: Gnome oder Gnomen) ist ein kleinwüchsiges, menschenähnliches Fabelwesen, das nach Paracelsus als ein Elementarwesen angesehen wird und als Berggeist dem Bereich der Erde zugeordnet ist. Später wurde der Begriff Gnom nahezu synonym für Zwerg oder Kobold, die nicht nur unter der Erde, sondern auch in Wäldern, Bergen und Gewässern leben können. In der modernen Fantasy näherte sich der Gnom (besonders durch den Einfluss englischer Literatur) auch dem Goblin an.

## Allgemein
Das Wort Gnom scheint griechische Wurzeln zu haben, seine Bedeutung ist aber nicht geklärt. Möglicherweise handelt es sich bei gnomus um eine willkürliche Neuschöpfung des Paracelsus, vielleicht aber auch um eine (fehlerhafte) Ableitung von gēnomos („Erdbewohner“) oder von gnōmē („Verstand“). Auf jeden Fall benutzte Paracelsus gnomi als ein Synonym für pygmaei. Seiner Beschreibung nach sind sie zwei Spannen (ca. 40 cm) groß, sehr scheu und aufgrund ihrer feinstofflichen, feuerartigen Substanz fähig, wie ein Gespenst durch festes Gestein zu gehen oder als Irrlicht zu erscheinen. Wie die elfischen Wesen des Volksglaubens verlieben sie sich zuweilen in Menschen. Paracelsus erklärt dies damit, dass die Gnome, so wie alle Elementargeister, keine Seele besitzen und durch den Umgang mit Menschen Anteil an der Beziehung zwischen Mensch und Gott zu erlangen versuchen. Sie zählen zu den Erdgeistern, die die Elemente der Erde bewachen.
Wie Zwerge und andere Berggeister gelten auch Gnome im Volksglauben als Schatzhüter, die bei Bedarf auch ihre Gestalt wandeln können. Während männliche Gnome oft als besonders hässlich geschildert werden, erscheinen weibliche „Gnomiden“ als besonders schön.
Der erste Satz in Modest Mussorgskis Klavierzyklus Bilder einer Ausstellung (1874) trägt den Namen Gnomus (deutsch: „Der Gnom“). In lautmalerischer Weise werden die sich ständig verändernden Bewegungen (einmal schnell, einmal langsam) nachempfunden.

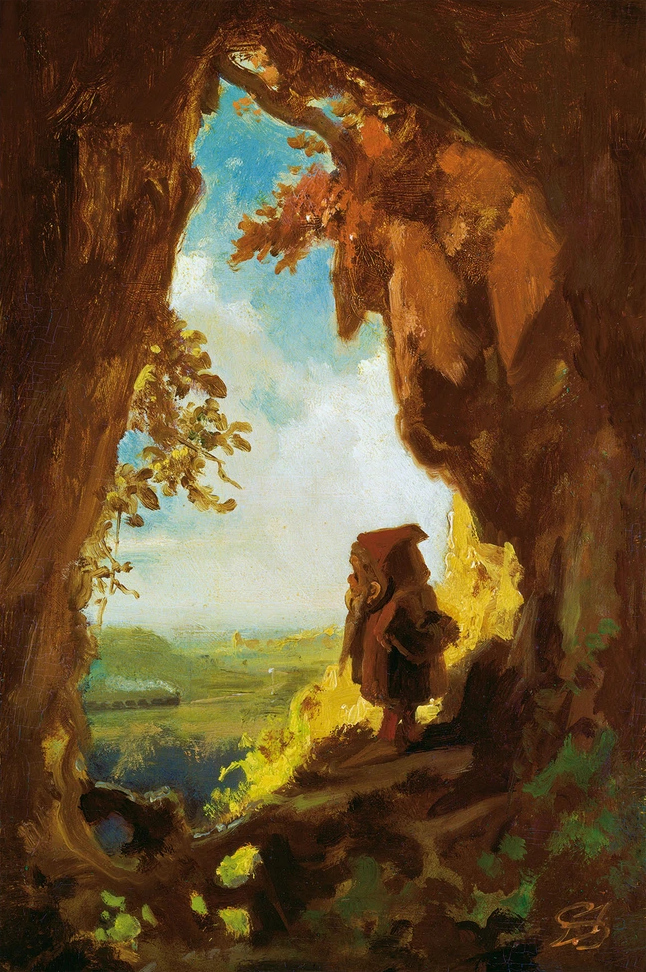
Gnom, Eisenbahn betrachtend Gemälde von Carl Spitzweg, um 1848

Der Theosoph Franz Hartmann persiflierte 1895 in seiner allegorischen Erzählung Unter den Gnomen im Untersberg den Materialismus seiner Zeit. Auch hier horten die Gnome Goldschätze unter dem Gebirge.

## Fantasy
In frühen Ausgaben seiner Werke bezeichnete J. R. R. Tolkien das Elben-Volk der Noldor als gnomes. Hierbei lehnte er sich an die Herleitung des Wortes vom griechischen gnōmē an, denn für Tolkien stand das Wissen dieses Volkes im Vordergrund (Sindarin: jene, die Wissen besitzen); später vermied er diesen Namen jedoch, wegen der Verwechslungsgefahr mit Zwergen (im Englischen heißt der Gartenzwerg garden gnome).
In Terry Pratchetts Scheibenwelt sind Gnomen etwa 20 cm groß, verfügen aber dennoch über enorme körperliche Kräfte. Die den Gnomen ähnlichen „Nomen“ spielen in seiner gleichnamigen Trilogie die Hauptrolle.
In Dungeons & Dragons sind Gnomen kleine, menschenartige Wesen, die einen kleineren und zierlicheren Körperbau als die kräftig gebauten Zwerge haben. In ihren Reihen finden sich Ingenieure und auch begabte Illusions-Magier. Diese Beschreibung wurde auch von anderen Fantasy-Rollenspielen übernommen, z. B. World of Warcraft, EverQuest und Istaria: Chronicles of the Gifted.
Im Buch Die Rückkehr der Orks von Michael Peinkofer sind Gnomen wahrscheinlich 95 bis 100 cm große, grünhäutige Wesen, die ihre Waffen mit Vorliebe in Gift tränken. Sie unterstehen dem Zauberer Rurak.
In den Romanen um Artemis Fowl gehören Gnomen zur 5. Familie der Unterirdischen; sie zeichnen sich besonders durch ihr sehr breites Gesäß aus.
In J. K. Rowlings Harry Potter ist ein Gnom ein Gartenbewohner von geringer Intelligenz, der den Garten verwüsten kann. Er ist etwa 30 cm groß, hat braune, ledrige Haut, einen überproportionierten Glatzkopf und eine kartoffelartige Knollennase.
In Kawahara Rekis Light Novel Sword art Online (Jap.: ソードアート・オンライン), das auch als Anime umgesetzt wurde, sind Gnomen (im Original ノーム nōmu geschrieben) eine der neun spielbaren Rassen des VRMMORPGs Alfheim Online (ALO). Bekannte Vertreter dieser Rasse sind Agil und Tecchi.